# May, Phongsaly
May, có khi viết là Mai, (tiếng Lào: ເມືອງໃໝ່) là một muang (mường, huyện) thuộc tỉnh Phongsaly ở cực bắc Lào .

## Vị trí
Muang May nằm ở góc đông nam của tình, phía tây là Muang Khoua cùng tỉnh, phía nam là Muang Ngoy thuộc tỉnh Luang Prabang. Phía đông là biên giới, giáp với Điện Biên ở Việt Nam.
Tuyến đường từ Điện Biên ở Việt Nam qua cửa khẩu Tây Trang, qua Muang May, Muang Khoua đến Muang Xay của tỉnh Oudomxay là một tuyến tour du lịch khám phá nổi tiếng.